# モンゴ県
モンゴ県（フランス語: Departement de Mongo）は、ガボン・ニャンガ州の県のひとつ。県都はモレンギ＝ビンザ。コンゴ共和国の国境と接する。1996年から2000年の間にムグイ県より分離した。
面積6,100km2、人口2,602人（2013年国勢調査）。

## 下位区画
2つのカントン（郡）と1つのコミューン（基礎自治体）から成る。
| 名称             | 現地語名                    | 人口 （2013年） |
| ---------------- | --------------------------- | --------------- |
| ドゥキ郡         | Canton Douki                | 765             |
| ヴォンゴ郡       | Canton Voungou              | 1,319           |
| モレンギ＝ビンザ | Commune de Moulengui-Bindza | 518             |